# 우등형 전기 동차
우등형 전기 동차(優等形電氣動車, Express Electric Car)는 옛 대한민국 철도청에서 운용하던 대한민국 최초의 중장거리 여객 전용 전기 동차이다. 동차의 차호를 따라 9900호대 전동차로 부르기도 한다.

## 역사
1975년 12월 중앙·태백·영동선이 전철화가 완료되어, 본격적인 전기철도 시대를 맞아 대한민국 철도청에서는 여객 전용의 전기 동차를 도입하기로 하였다. 당시에는 태백산맥을 지나는 구간에서 기관차의 속력이 시속 80km로 제한되었기에, 우등 등급 열차를 편성하기에는 속력이 너무 느려 전기 기관차를 도입하지 않은 것이다.
당시 한국은 동력분산식 전동차 기술이 전무했으므로, 일본국철에 485계, 183계, 189계 등과 비슷한 특급형 전동차의 설계를 의뢰하였다. 1977년부터 철도청과 일본국철이 제휴하여, 디자인은 철도청이, 운전실 및 내부 구조는 일본국철이 담당하여 설계하였다. 곧 일본 히타치사에서 기술 제휴를 받아 대우중공업 철도차량부문에서 1980년에 우등형 전기 동차 2편성을 생산하게 된다. 당시 표준적인 우등 객차의 사양에 맞추어 일반실에는 옛 통일호 객차에 장착되었던 것과 같은 전환식 좌석이 설치되었고, 특실에는 관광호 일반실의 좌석과 같은 빨간색 전환식 리클라이닝 좌석을 설치하여 운행하였다.
한 편성당 10량 단위로 두 편성 20량이 도입된 우등형 전기 동차는, 도입 직후부터 청량리역-동해역간 우등 열차에 편성되어 운행하였다. 우등형 전기 동차는 우등 열차가 무궁화호로 개칭한 이후에도 영동선 동해-강릉 구간이 전철화되지 않았기 때문에 동해행 무궁화호로 운용되었다. 1994년부터 강릉으로 연장 운행하게 된 객차형 무궁화호에는 고급화가 이루어진 반면, 우등형 전기 동차는 지속적으로 노후화하여 1998년 12월 1일부터 청량리-제천 및 청량리-원주간을 운행하는 도시통근형 통일호 열차로 격하되어 운행하였다. 그 당시 특실과 식당차는 유지되었으나 영업을 하지 않아, 특실은 사실상 일반실이 되었고 식당차는 원주-서울간을 이동하는 학생들이 공부방 등으로 활용하기도 하였다.
도입 21년 만인 2001년 2월 28일, 원주발 청량리행 마지막 편성이 운행을 종료함으로써 모든 우등형 전기 동차 차량이 전량 퇴역하였다. 2001년 8월, 제2편성의 선두 차량인 9904호가 경기도 의왕시에 있는 철도박물관 야외 전시장에, 대한민국 최초의 중장거리 여객용인 전기 동차로서 가치를 인정받아 정태 보존되었다. 운전실이 있는 차량이라 승차정원은 56인승이었다. 내부에는 2001년 당시의 광고가 보존되어 있다.

## 기술적 사양
EEC 동차는 일본 히타치와 기술 제휴를 통하여 생산되었기 때문에 기술적인 사양이 485계와 같은 일본의 초기 특급형 전동차를 기초로 한다는 이야기가 있으나, 이는 잘못된 것이며 기술적인 측면은 오히려 1000호대 전동차와 가깝다.
대차는 에어스프링 없이 프레스형 볼스터 대차를 사용했으며, 전동기도 120Kw급을 사용했기 때문에 기본적 사양은 1000호대 전동차와 동일하나, 물탱크 등의 서비스기기가 추가되어 모터카의 경우 하부 용적이 부족하기 때문에 보조전원장치는 모터카가 아닌 제어차 혹은 부수차로 옮겨 달렸다. 또한 구배가 많은 중앙·영동·태백선의 선로 상황을 고려해 발전제동을 이용한 억속제동 기능이 추가되어 있으며 집전장치는 8000호대 전기 기관차와 동일한 것이 설치되어 있다.
제동 장치로는 추진 모터가 있는 구동 대차는 단압식 답면 제동 패드가 붙어 있고, 동력원이 없는 비 구동 대차는 디스크 제동방식을 사용하였고, 대차의 전동기는 수도권 전동차와 동일한 방식으로 한 대의 대차에 두 개의 전동기를 설치하였다.
효과적인 냉난방을 위해 복층 밀폐형 대형 전망창으로 설계되었고, 이는 당시 우등 객차의 사양이기도 했다. 또한 전기 히터와 에어컨이 기본으로 설치되었다. EEC 동차는 복잡한 전기 설비가 위치한 동력 차량에는 공간상의 문제로 화장실을 설치할 수 없었다. 결국 선두차에 화장실 2곳을, Ts차였던 특실 및 Tb차였던 식당차에는 각각 한 곳씩 동양식 대변기와 세면대가 있는 화장실을 설치하였다. 당시의 차량 제작 상황에 따라 오물처리 방식은 밖으로 직접 배출시키는 비산식이었다.

## 편성
|          |      |      | <    |      | <    |      |      |      | >    |        |        |
| 〈청량리 | 990x | 992x | 995x | 992x | 995x | 999x | 998x | 995x | 992x | 990x+1 | 동해〉 |
|          | Tc   | M    | M'   | M    | M'   | Tb   | Ts   | M    | M'   | Tc     |        |

전시 중인 9904호 객실 내부

우등형 전기 동차의 차호는 일본식을 따르면서도 독자적인 방법으로 부여되었다. 이러한 차호 부여 방식은 철도청의 1호선 전동차나 서울지하철공사의 1호선 전동차에도 사용된 바 있다.
위의 차량 편성표에서 Tc는 선두차, Tb는 식당차, Ts는 특실, M은 동력차, M'는 집전장치를 가지고 있는 동력차이다. 각 편성의 차호 배열은 다음과 같았다. 또한 위 편성표에서 M으로 시작하는 차량에는 장비 설치로 인한 공간 부족으로 화장실이 없었으며, T로 시작하는 차량에 1개 또는 2개의 화장실과 세면대 설비가 있었다.
- 제 1편성: 9901-9921-9951-9922-9952-9991-9981-9953-9923-9902
- 제 2편성: 9903-9924-9954-9925-9955-9992-9982-9956-9926-9904
- 왼쪽부터 오른쪽으로 좌석 지정시 1호차부터 10호차의 번호가 부여되었다.
  - 1994년경 특실 및 식당차량의 차호를 개정하기 이전에는 1-2-3-4-5-(차호없음)-특실1-6-7-8호차로 부여되었다.

## 현황

### 무동력제어차
| 차호    | 도입 시기 | 운행 중단 시기 | 비고                                                |
| ------- | --------- | -------------- | --------------------------------------------------- |
| 9901 호 | 1980년    | 2001년         |                                                     |
| 9902 호 | 1980년    | 2001년         |                                                     |
| 9903 호 | 1980년    | 2001년         |                                                     |
| 9904 호 | 1980년    | 2001년         | 의왕 철도박물관에 철도청 초기 도색으로 보존 중이다. |

### 동력, 무동력객차
| 차호    | 도입 시기 | 운행 중단 시기 | 비고 |
| ------- | --------- | -------------- | ---- |
| 9921 호 | 1980년    | 2001년         |      |
| 9922 호 | 1980년    | 2001년         |      |
| 9923 호 | 1980년    | 2001년         |      |
| 9924 호 | 1980년    | 2001년         |      |
| 9925 호 | 1980년    | 2001년         |      |
| 9926 호 | 1980년    | 2001년         |      |
| 9951 호 | 1980년    | 2001년         |      |
| 9952 호 | 1980년    | 2001년         |      |
| 9953 호 | 1980년    | 2001년         |      |
| 9954 호 | 1980년    | 2001년         |      |
| 9955 호 | 1980년    | 2001년         |      |
| 9956 호 | 1980년    | 2001년         |      |
| 9981 호 | 1980년    | 2001년         |      |
| 9982 호 | 1980년    | 2001년         |      |
| 9991 호 | 1980년    | 2001년         |      |
| 9992 호 | 1980년    | 2001년         |      |

## 같이 보기
- 무궁화호 : 최초 운행 등급
- 통일호 : 최후 운행 등급
- 우등형 디젤 동차 (DEC) : 비슷한 시기에 도입된 차량[10]